# Яд-Мордехай
Яд-Мордехай (ивр. יַד מָרְדְּכַי‎, англ. Yad Mordechai букв. Память Мордехая) — кибуц на юге Израиля, относящийся к региональному совету Хоф-Ашкелон.

## История
Кибуц был основан между Ашкелоном и Газой в 1943 году членами движения Хашомер-Хацаир, выходцами из ранее основанного кибуца Сдот-Ям в районе Нетании. Земля для нового кибуца была приобретена Еврейским национальным фондом. Новое поселение получило имя в честь Мордехая Анелевича, лидера восстания в Варшавском гетто.
В первые дни Войны за Независимость Израиля кибуц был окружён продвигавшимися на север силами египетской армии. Поскольку в силу своего расположения Яд-Мордехай мог перекрыть дорогу из Газы в Рафах, его не могли просто обойти, и египтяне начали его штурм. Накануне, 18 мая, из кибуца удалось вывезти детей и в нём остались 110 взрослых жителей и два взвода «Пальмаха», помимо лёгкого стрелкового оружия располагавшие одним пулемётом и одним противотанковым ружьём. С арабской стороны против кибуца были брошены авиация и артиллерия: 25-фунтовые пушки и миномёты. Однако последовавшая за авианалётом и артобстрелом атака была отражена. На следующий день в атаках принимала участие бронетехника, но и они были отбиты. 20 мая защитники кибуца получили подкрепление: один взвод и ещё одно противотанковое ружьё.
23 мая Яд-Мордехай был атакован силами двух батальонов египетской армии при поддержке танков и артиллерии. К концу дня 23 защитника кибуца погибли и 40 были ранены. Возможности удерживать периметр больше не было, и ночью оставшиеся в живых отошли на север. Трое из отступавших (в том числе один тяжелораненый) были захвачены и убиты египтянами. Потери арабской стороны составили до 400 человек. Яд-Мордехай был полностью разрушен. Он вновь был занят силами АОИ в октябре 1948 года и впоследствии восстановлен.

## Население
По данным Центрального статистического бюро Израиля, население на начало 2020 года составляло 737 человек.

## Хозяйство
Основными отраслями хозяйства в кибуце Яд-Мордехай являются молочное животноводство, птицеводство, полеводство. Яд-Мордехай известен в Израиле как ведущий производитель мёда (2/3 производства мёда в Израиле приходятся на этот кибуц). Кибуцная пасека в настоящее время является частью пищевого конгломерата «Штраус». В кибуце действует завод электромоторов «Эльдар».

## Достопримечательности
В кибуце действует музей жертв нацизма и узников гетто, а также музей защитников Негева и панорама обороны кибуца в дни Войны за Независимость. Третьим действующим в кибуце музеем является музей пчёл.
В 1951 году в кибуце установлен памятник Мордехаю Анелевичу (скульптор Натан Рапопорт). Памятник расположен рядом с водонапорной башней, разрушенной во время боёв Войны за Независимость и также сохранённой в качестве мемориального объекта.